# سیارک ۵۰۹۵
سیارک ۵۰۹۵ (به انگلیسی: 5095 Escalante، نامگذاری:1983NL) پنج هزار و نود و پنجمین سیارک کشف شده‌است که در ۱۰ ژوئیه ۱۹۸۳ کشف شد.
قدر مطلق سیارک برابر ۱۳٫۲۰ است.